# Miguel Ángel Leal
Miguel Ángel Leal Díaz (Vila-real, 1º febbraio 1997) è un calciatore spagnolo, difensore del Racing Ferrol.

## Caratteristiche tecniche
È un terzino destro.

## Carriera
Cresciuto nel settore giovanile del Villarreal, dal 2016 al 2018 gioca per la squadra "C" prima di passare al Real Murcia in Segunda División B. Nel gennaio del 2019 fa rientro alla base, dove viene promosso nella formazione "B" e riesce anche a debuttare con la prima squadra il 18 dicembre, giocando l'incontro di Coppa del Re vinto 5-0 contro il Comillas. Il 19 settembre 2020 viene ceduto in prestito al Groningen fino al termine della stagione.

## Statistiche
Statistiche aggiornate al 19 dicembre 2020.

### Presenze e reti nei club
| Stagione        | Squadra         | Campionato      | Campionato | Campionato | Coppe nazionali | Coppe nazionali | Coppe nazionali | Coppe continentali | Coppe continentali | Coppe continentali | Altre coppe | Altre coppe | Altre coppe | Totale | Totale | Totale |
| Stagione        | Squadra         | Comp            | Pres       | Reti       | Comp            | Pres            | Reti            | Comp               | Pres               | Reti               | Comp        | Pres        | Reti        | Pres   | Reti   |        |
| --------------- | --------------- | --------------- | ---------- | ---------- | --------------- | --------------- | --------------- | ------------------ | ------------------ | ------------------ | ----------- | ----------- | ----------- | ------ | ------ | ------ |
| 2018-gen. 2019  | Real Murcia     | SDB             | 3          | 0          | CR              | 0               | 0               |                    | -                  | -                  |             | -           | -           | 3      | 0      |        |
| gen.-giu. 2019  | Villarreal B    | SDB             | 5          | 0          |                 | -               | -               |                    | -                  | -                  |             | -           | -           | 5      | 0      |        |
| 2019-2020       | Villarreal B    | SDB             | 25         | 0          |                 | -               | -               |                    | -                  | -                  |             | -           | -           | 25     | 0      |        |
| 2019-2020       | Villarreal      | PD              | 0          | 0          | CR              | 1               | 0               |                    | -                  | -                  |             | -           | -           | 1      | 0      |        |
| 2020-2021       | Groningen       | ED              | 4          | 0          | CO              | 0               | 0               |                    | -                  | -                  |             | -           | -           | 4      | 0      |        |
| Totale carriera | Totale carriera | Totale carriera | 37         | 0          |                 | 1               | 0               |                    | -                  | -                  |             | -           | -           | 38     | 0      |        |